# غلامعلی فریور
غلامعلی فریور (زاده ۱۲۸۴ خورشیدی انزلی) مهندس، استاد دانشگاه و از دولتمردان و سیاستمداران ملی‌گرای ایرانی و نخستین سفیر جمهوری اسلامی در سوئیس بود. فریور از پایه‌گذاران حزب ایران بود و نقش او در ائتلاف میان این حزب با حزب توده او را تا پایان عمر، آماج انتقاد کرد.

## تولد و تحصیلات
فریور در سال ۱۲۸۴  یا ۱۲۸۵ در خانواده ای از طبقه متوسط به دنیا آمد. تحصیلات متوسطه را در انستیتو پلی تکنیک تهران انجام داد و شاگرد اول دوره متوسطه در سطح کشور شد و جزء نخستین دانشجویان اعزامی به خارج از کشور رفت. در اروپا به تحصیل در رشته‌های ماشین آلات مکانیکی و کشاورزی در آلمان و فرانسه پرداخت و در رشته کشاورزی از دانشگاه گرنوبل آلپز فارغ‌التحصیل شد.

## ورود به خدمات دولتی
پس از پایان تحصیلات دانشگاهی در فرانسه و بازگشت به ایران به عضویت در هیئت علمی دانشکدهٔ فنی دانشگاه تهران درآمد و همزمان نیز دروزارت وزارت پیشه و هنر و بازرگانیاستخدام شد. پس از مدتی به ریاست برق تهران و ریاست کل معادن منصوب شد. مهندس فریور همچنین نمایندگی خریدهای خارجی کشور سوییس برای وزارت صنایع و بازرگانی را در برخی از ماموریت‌ها بر عهده داشت.

## انجمن مهندسین
فریور در سال ۱۳۲۱ به همراه احمد زیرک‌زاده، کاظم حسیبی، حسین مکی، نظام‌الدین موحد، مرتضی مصور رحمانی، عبدالحمید زنگنه، علیقلی بیانی، امیر پایور، محسن عطایی، شمس‌الدین جزایری کمال‌الدین جناب، احمد زنگنه، صادق رضازاده شفق، ارسلان خلعتبری انجمن مهندسین را پایه‌گذاری کرد در انتخابات سال بعد، این انجمن توانست فریور را به نمایندگی تهران روانه مجلس کند (دوره چهاردهم). 
فریور از پایه‌گذاران حزب ایران و یکی از پنج نماینده این حزب در مجلس بود. او در ائتلاف حزب ایران با حزب توده نقش داشت  که همین موضوع باعث شد تا پایان عمر آماج انتقاد قرار گیرد.

## استیضاح ساعد
در اوائل مجلس در اردیبهشت ۱۳۲۳ فریور محمد ساعد نخست‌وزیر و و وزیر کشورش عبدالحسین هژیر را استیضاح کشید که رضا افشار را استاندار اصفهان کرده‌ بودند، آن هم در حالی که او به حکم دیوان عالی کشور، محکوم به انفصال ابدی از خدمات دولتی بود. افشار در پی شورش کارگران در اصفهان به آن استان فرستاد شده و توانسته بود شورش را فرو بخواباند. ساعد نیز همین موفقیت را دفاع خود کرد و شیخ اسدالله ممقانی وزیر دادگستری‌اش به استدلال حقوقی در دفاع از تصمیم او پرداخت. 
جلسه استیضاح ساعد در مجلس جنجالی شد و هنگام رأی اعتماد به دولت عده‌ای از نمایندگان از جلسه خارج شدند و نشست را از رسمیت انداختنند. رأی گیری به جلسه بعد موکول شد و سرانجام تنها هشت نماینده حزب توده بودند که به دولت ساعد رأی اعتماد ندادند.

## نمایندگی تجاری ایران در آلمان غربی
مهندس فریور در دوران دولت مصدق به عنوان نماینده تجاری ایران به آلمان غربی فرستاده شد و پس از کودتای ۲۸ مرداد ۱۳۳۲ همچنان به کار خود ادامه داد تا اینکه در آذر ۱۳۳۳ رضا افشار که نماینده تبریز در مجلس شورای ملی شده بود و فریور ده سال پیشتر، نخست‌وزیر را به دلیل استاندار کردن او به استیضاح کشیده بود، به ادامه حضور فریور در این شغل اعتراض کرد، او را«خط لیزون (ارتباط) بین بلشویکهای موجود» در آلمان با «بلشویکهای پشت پرده آهنین» وصف کرد و از وزیر اقتصاد ملی پرسید: «چرا به یک عنصر بی وطن و بی علاقه و به یک عامل مؤثر بلشویزم کار رجوع می‌کنیم؟ ... این ادم فطرتاً جاسوس است، خواه برای انگلیس، خواه برای روس».
فریور پس از بازگشت به ایران، به کار دانشگاهی پرداخت تا اینکه در سال ۱۳۴۰ به عنوان وزیر صنایع و معادن وارد کابینه علی امینی شد. او مدتی نیز رئیس هیئت مدیره بانک رهن ایران و مشاور وزارت بازرگانی بود. سپس به دنبال تأسیس ذوب آهن در ایران به اروپا رفت و سالها در این مسوولیت باقی ماند. هنگام انقلاب در سوئیس ساکن بود و پس از انقلاب به مدت نوزده ماه (تیر۱۳۵۸- دی ۱۳۵۹) سفارت ایران را در سوئیس به عهده داشت..